# Gentle Valley
Das Gentle Valley ist ein Tal im ostantarktischen Viktorialand. In der Convoy Range liegt es als markanter und tiefer Bergkessel am Kopfende des Gentle-Gletschers. Im Talgrund befindet sich ein kleiner See. Eine aus glattem blauem Eis bestehende Zunge des Flight-Deck-Firnfelds fließt zwischen dem Barrett Bluff und Mount Razorback aus südlicher Richtung in dieses Tal.
Das New Zealand Antarctic Place-Names Committee benannte es in Anlehnung an die Benennung des gleichnamigen Gletschers.